# رودخانه ایوالو
رودخانه ایوالو (فنلاندی: Ivalojoki)  رودخانه‌ای به طول ۱۸۰ کیلومتر (۱۱۰ مایل) است که از لاپلند علیا به دریاچه ایناری می‌ریزد.